# Maria Bojesen
Maria Bojesen, född 11 december 1807 i Odense, död 20 februari 1898 i Frederiksberg, var en dansk författare och lärare.  Hon blev 1860 den första kvinnliga pristagaren av Litteris et Artibus.
Hon var dotter till köpmannen Johan Marcus Weiss (ca. 1772–1818) och Mette Sophie Møller (ca. 1779–1856), gifte sig 1833 med sjökapten Frederik Bojesen, och blev änka 1835. 
Hon drev sedan en flickskola 1835–48, varefter hon grundade en av Danmarks första högskolor för kvinnor, en yrkeshögskola för kvinnliga lärare, och hon var därmed vid sidan av Annestine Beyer och Nathalie Zahle en av tre pionjärer för kvinnlig utbildning i Danmark.  
Hon grundade Foreningen til Lærerinders Understøttelse 1867, Forsørgelsesforeningen for Lærerinder 1868, och Hvilehjemmet for Lærerinder 1878. 
Hon gjorde översättningar och utgav skrifter om bland annat utbildning för kvinnor.